# ワチュセット礁
ワチュセット礁（ワチュセットしょう、英語: Wachusett Reef）は、南太平洋、ニュージーランドとトゥアモトゥ諸島（フランス領）の間に存在したとされる礁。疑存島のひとつとされる。

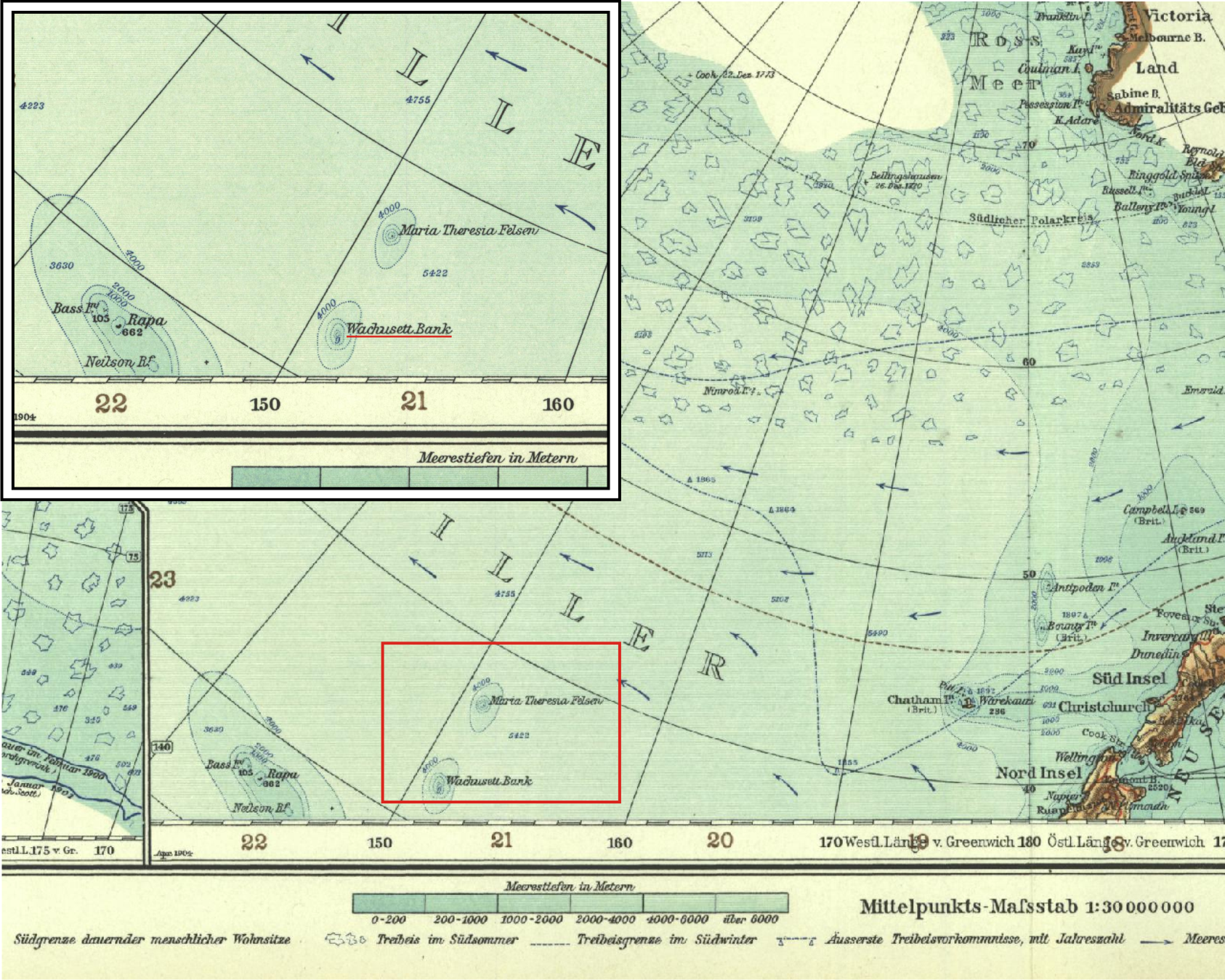
ワチュセット礁 (Wachusett Bank)が記載された1904年の地図

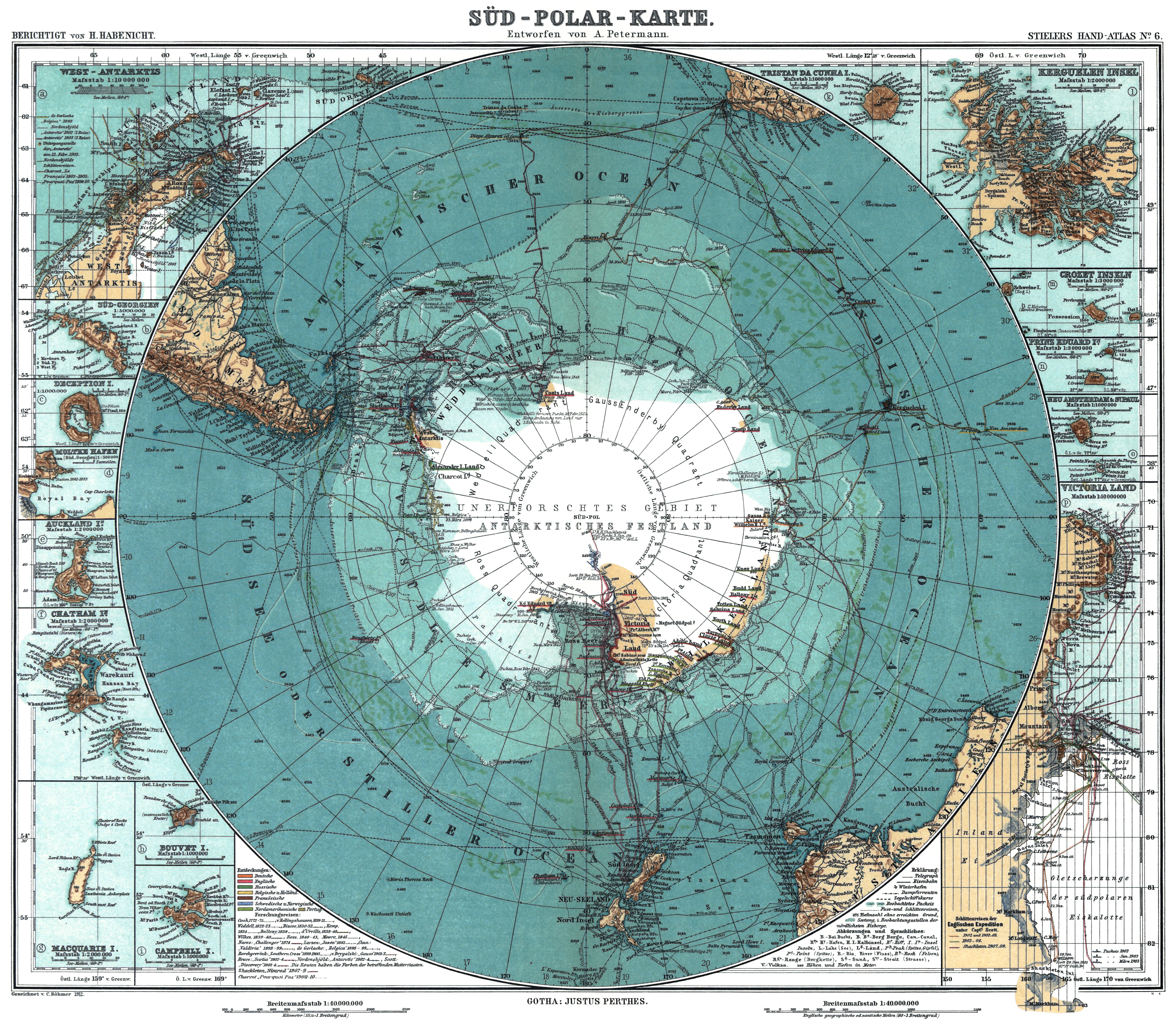
ワチュセット礁 (Wachusett Untiefe)が記載された1912年の地図

ワチュセット礁は、ワチュセット号の船長・ランバート (Lambert)によって初めて報告された。ランバートによると、1899年6月4日に付近を通過したとされ、サンゴ礁であり南緯32度18分 西経151度08分 / 南緯32.300度 西経151.133度付近であると推測された。また、その全幅は500フィート（約150メートル）であったという。その底は深い灰色で、その周りは深い青色であった。その深さは、5から6ファゾム（およそ9から11メートル）であると推定された。しかし、当時この報告に対しては何の調査も行われることはなった。
2005年版の『National Geographic Atlas of the World』においては、ワチュセット礁はまだ記載されており、その深さは9メートルとされる。しかしながら、その存在は疑問視されている。また、ワチュセット礁の近傍には、エルネスト・ルグヴェ岩礁 (英語: Ernest Louguve Reef)、ジュピター礁 (英語: Jupiter Reef, Jupiter Breakers)、マリア・テレサ礁 (英語: Maria Theresa Reef)（タボル島 (フランス語: Île Tabor）、タボル礁 (フランス語: Récif Tabor)とも）といった存在しない島・礁が複数報告されていた。